# Emily V. Gordon
Emily V. Gordon (3 de maio de 1979) é uma roteirista e produtora de televisão estadunidense. Tornou-se conhecida pelo trabalho em The Big Sick, ao lado do esposo Kumail Nanjiani, que lhe rendeu inúmeras indicações a prêmios renomados, como o Critics' Choice Award.

## Filmografia
- The Big Sick (2017)
- The Carmichael Show (2016)
- Flophouse (2016)
- The Meltdown with Jonah and Kumail (2013)